# Myus

Myus läge vid Latmiska viken

Myus (grekiska Μυοῦς) var en forntida stad i Karien, nordost om Miletos, från vilket Myus var skilt genom Latmiska viken, och vid södra stranden av floden Maiandros.
Myus grundades av atenare på platsen för en tidigare karisk bosättning. Enligt Strabon hette stadens grundare Kydrelos (Pausanias kallar honom Kyaretos) och var son till den atenske kungen Kodros. Myus var den minsta staden i joniska förbundet, och under det joniska upproret ankrade den persiska flottan år 499 f.Kr. utanför staden. Myus deltog i slaget vid Lade, dock endast med tre skepp. Den var en av de städer som Artaxerxes I skänkte den attiske fältherren Themistokles, som flytt till perserna.
Myus tillhörde det attiska sjöförbundet, men betalade enbart en talent i avgift, eftersom stadens hamn alltmer slammades igen av sand från floden Maiandros. År 201 f.Kr. erövrade Filip V av Makedonien staden och gav den till magnesierna. Senare under hellenistisk tid överflyglades staden helt och hållet av Miletos och övergavs, och redan på Pausanias tid, 100-talet e.Kr., var Myus en ruinstad.
Vid utgrävningar har man på en terrass funnit det Dionysos-tempel som omtalas i antika källor. Templet byggdes på 500-talet f.Kr. i jonisk stil av vit marmor, och mätte 30 gånger 17 meter. På en annan terrass fanns ett doriskt tempel, som troligen var helgat åt Apollon Terbinteos. Grunden till detta tempel finns ännu kvar. Murrester från arkaisk tid och ruiner efter en bysantinsk borg finns också kvar på platsen.